# Schwyz (stad)
Schwyz is de hoofdstad van het gelijknamige district en Zwitserse kanton Schwyz. Vroegere namen van de stad waren Suittes, zoals de stad als eerste opdook in de literatuur in 972, of Schwiz, ook de Latijnse naam Suitia als vroegere aanduiding voor de plaats is bekend.
De stad ligt op een hoogte van 516 meter, omvat 5317 hectare (53,17 km²) en telt 14.785 inwoners. Het ligt aan de zuidkant van de berg Mythen, tussen het meer van Luzern en het meer van Lauerz (Lauerzersee).
In de stad bevindt zich het bondsbriefarchief, waar onder andere de oorspronkelijke oprichtingsoorkonde van het Zwitsers Eedgenootschap uit 1291 bewaard wordt.
Aan de rand van de stad bevinden zich nog een aantal middeleeuwse huizen, die bijna als een slot met muur en torens moeten worden gezien. Het centrum van Schwyz bestaat uit historische gebouwen, met onder andere het raadhuis.
Van de naam Schwyz is de Duitse naam voor Zwitserland: Schweiz, afgeleid. In Zwitserduits is de uitspraak van Schweiz bijna hetzelfde als de uitspraak van Schwyz.

## Geboren
- Elisabeth Blunschy (1922-2015), advocate en politica
- Karl Engel (1952), voetballer
- Othmar Reichmuth (1964), politicus
- Corinne Suter (1994), alpineskiester
- Luca Schuler (1998), freestyleskiër

## Overleden
- Elisabeth Bodenmüller (1789-1877), schrijfster
- Elisabeth Blunschy (1922-2015), advocate en politica